# 经济友人圈
经济友人圈（德語：Freundeskreis der Wirtschaft）又被称作党卫队全国领袖友人圈（德語：Freundeskreis Reichsführer SS）或希姆莱友人圈（德語：Freundeskreis Himmler）或开普勒圈子（Keppler Circle），是一群由希望讓纳粹党与工商业之間的联系更緊密的德国实业家组成的圈子。该组织由与阿道夫·希特勒关系很近的一位经济顾问威廉·开普勒组建并协调。
开普勒自1927年起就是纳粹党党员，1932年，希特勒要求他组建一个“研究经济问题的小组”，经济友人圈由此诞生。起初，圈子成员并非一定要是党员（但后来有很多都入了党），而且该圈子对外展现的形象也只是个“闲聊圈子”（palaver），是个“无毒无害的绅士俱乐部”。该圈子的规模从未超过40人。圈内有制造业、银行业以及党卫队军官代表。
自1935年起，开普勒的朋友海因里希·希姆莱开始涉足经济友人圈。从1936到1944年，友人圈的成员们大约每年都要向海因里希·希姆莱捐出一百万马克，用于“预算外的开支”。这笔钱的用途之一就是资助祖先遗产学会。友人圈还资助了犹太人头骨收藏。